# Góra Popielowa
Góra Popielowa – wzgórze na Wyżynie Częstochowskiej w obrębie pasma wzgórz zwanego Skałami Kroczyckimi. Istnieją rozbieżności w jego położeniu. Na mapie Expressmap znajduje się pomiędzy wzgórzami Łysak i Pośrednia. Na mapie Geoportalu w miejscu tym opisana jest Góra Pośrednia w obrębie miejscowości Kroczyce w województwie śląskim, powiecie zawierciańskim, w gminie Kroczyce. Tutaj przyjęto położenie według Expressmap.
Wzgórze jest całkowicie porośnięte lasem. Występują w nim rzadkie w Polsce płaty buczyny storczykowej z drzewami liczącymi ponad 100 lat. W jego północnej części znajduje się skała Bogdanka. Zbudowana z wapieni skała ma wysokość 23 m i jest jednym z obiektów wspinaczki skałkowej. Wspinacze poprowadzili na niej 20 dróg wspinaczkowych o trudności IV – VI.6 w skali Kurtyki. Na południowy zachód od Bogdanki znajduje się jeszcze druga grupa 4 skał o wysokości 10–15 m, przez wspinaczy skalnych opisywana jako Góra Popielowa I, Góra Popielowa II, Góra Popielowa III i Góra Popielowa IV. Poprowadzili w nich 12 dróg wspinaczkowych.
Wzgórze znajduje się na obszarze specjalnej ochrony Ostoja Kroczycka. Prowadzą przez nie szlaki turystyki pieszej, rowerowej i narciarskiej.
W Górze Popielowej znajduje się kilka jaskiń i schronisk: Jaskinia Deszczowa, Jaskinia Kroczycka, Kopalnia Kalcytu w Popielowej Górze Pierwsze, Kopalnia Kalcytu w Popielowej Górze Drugie, Schronisko na Tarasie Popielowej Góry Pierwsze, Schronisko Okopcone, Schronisko Przelotowe w Popielowej Górze, Schronisko Troglobiontów, Schronisko w Krużganku, Szczelina w Popielowej Górze.

## Szlak turystyczny
pieszy Szlak Warowni Jurajskich
 rowerowo-narciarski szlak hotelu Ostaniec